# Saduniszki (gmina Kowalczuki)
Saduniszki (lit. Sadūniškės) – wieś na Litwie, w okręgu wileńskim, w rejonie wileńskim, w gminie Kowalczuki, przy linii kolejowej Wilno – Kiena i drodze krajowej 101.

## Historia
W XIX i w początkach XX w. położone były w Rosji, w guberni wileńskiej, w powiecie wileńskim, w gminie Rukojnie. Po I wojnie światowej pod administracją polską, w Zarządzie Cywilnym Ziem Wschodnich. W latach 1920–1922 w składzie Litwy Środkowej.
Od 11 kwietnia 1922 leżały w Polsce, w województwie wileńskim, w powiecie wileńsko-trockim, do 1 kwietnia 1927 w gminie Rukojnie, następnie w gminie Mickuny. W 1931 miejscowość liczyła:
- wieś Saduniszki – 142 mieszkańców, zamieszkałych w 21 budynkach,
- zaścianek Saduniszki I – 46 mieszkańców, zamieszkałych w 9 budynkach,
- zaścianek Saduniszki II – 23 mieszkańców, zamieszkałych w 4 budynkach[2].

Po II wojnie światowej w granicach Związku Sowieckiego. Od 1991 na niepodległej Litwie.